# Banco Catalano
El Banco Catalano és un banc de mobiliari urbà, dissenyat per Òscar Tusquets i Lluís Clotet el 1974. El banc està inspirat en els que Gaudí va dissenyar per al Park Güell, però Tusquets i Clotet van adaptar les formes gaudinianes a una planxa perforada, de manera que el mobililari s'integra completament amb l'entorn. Un exemplar del moble es conserva al Museu del Disseny de Barcelona. El 2014 es va commemorar el 40è aniversari del moble durant la Barcelona Design Week.